# Otto Rind
Otto Rind (4. března 1948 – 2000) byl český silniční motocyklový závodník.

## Závodní kariéra
V místrovství Československa startoval v letech 1969–1975 ve třídě do 50 cm³. Nejprve jezdil na motocyklu Tatran, od roku 1973 na motocyklu Roto vlastní konstrukce. Nejlépe se umístil v roce 1975, kdy skončil celkově na 5. místě. V roce 1975 v posledním závodě sezóny ve Velkém Meziříčí ze třetího místa těžce havaroval, na následky zranění ukončil závodní kariéru. Pak se věnoval svému poslednímu koníčku, leteckým modelům. Následky zranění byly i jedním z důvodů jeho smrti v roce 2000.

## Úspěchy
- Mistrovství Československa silničních motocyklů
  - 1969 do 50 cm³ – 17. místo
  - 1970 do 50 cm³ – 16. místo
  - 1971 do 50 cm³ – 6. místo
  - 1972 do 50 cm³ – 11. místo
  - 1973 do 50 cm³ – 14. místo
  - 1974 do 50 cm³ – 10. místo
  - 1975 do 50 cm³ – 5. místo